# Тамара Тејлор
Тамара Тејлор (енгл. Tamara Taylor; Торонто, Онтарио, 27. септембар 1970) је канадска филмска и телевизијска глумица. Широј јавности је позната по улогама др. Камил Саројан у серији Кости и Анђеле Витли у НБЦ-овој криминалистичкој серији Ред и закон: Организовани криминал.